# IPod Touch (7‑го покоління)
Сьоме покоління iPod Touch (стилізовано для продажів як iPod touch, і розмовно відомий як iPod touch 7G, iPod touch 7, або iPod touch (2019) — багатоцільовий портативний пристрій, що розроблений і продається компаніє Apple Inc. з сенсорним інтерфейсом користувача. Він є наступником iPod Touch (6‑го покоління), ставши першим великим оновленням iPod Touch з 2015 року. Він був випущений в інтернет-магазині Apple Store 28 травня 2019 року.
iPod Touch 7 не оновили до iOS 16.

## Особливості

### Програмне забезпечення
iPod touch сьомого покоління оснащений iOS, мобільною операційною системою Apple. Інтерфейс користувача iOS заснований на концепції прямого маніпулювання за допомогою мультитач жестів. Елементи керування інтерфейсом складаються з повзунків, перемикачів і кнопок. Взаємодія з операційною системою включає такі жести, як проведення пальцем, натискання, зведення пальців і розведення пальців, усі з яких мають конкретні визначення в контексті операційної системи iOS та її мультисенсорного інтерфейсу. Внутрішні акселерометри використовуються деякими програмами, щоб реагувати на струс пристрою (одним із поширених результатів є команда скасування введення) або обертання його вертикально (одним із поширених результатів є перемикання з портретного режиму в альбомний).
iPod touch сьомого покоління був представлений 28 травня 2019 року на базі iOS версії 12.3. Він може відтворювати музику, фільми, телевізійні шоу, аудіокниги та подкасти, а також може сортувати медіатеку за піснями, виконавцями, альбомами, відео, списками відтворення, жанрами, композиторами, подкастами, аудіокнигами та збірками. Прокрутка здійснюється шляхом проведення пальцем по екрану. Крім того, елементи керування гарнітурою можна використовувати для призупинення, відтворення, пропуску та повторення треків. Однак навушники EarPods, які постачаються з iPod touch шостого покоління, не мають пульта керування або мікрофона. Функцію керування голосом також можна використовувати для визначення треку, відтворення пісень у списку відтворення чи певного виконавця або створення списку відтворення Genius.
Вбудована система на чипі Apple A10 в iPod touch сьомого покоління має більш розширені функції, ніж його попередники. Сюди входять програми ARKit та можливість групових дзвінків FaceTime.

### Апаратне забезпечення
iPod touch сьомого покоління оснащений процесором Apple A10 і співпроцесором руху M10. Це той самий процесор, який використовується Apple в iPhone 7 і iPad (6‑го покоління). Однак, його частота занижена з 2,34 ГГц до 1,64 ГГц, що робить iPod Touch менш потужним, ніж інші пристрої з цим же чипом. iPod touch сьомого покоління має таку ж фронтальну та задню камери, що й iPod touch шостого покоління. Він має 8-мегапіксельну задню камеру, здатну записувати відео з роздільною здатністю 1080p (30 кадрів/с) та сповільнене відео 720p (120 кадрів/с). Камера також підтримує різні функції фотозйомки, такі як серійні фотографії, HDR для фото та панорамну зйомку. Фронтальна камера — це камера FaceTime HD, яка здатна робити фотографії з роздільною здатністю 1,2 Мп та записувати відео у форматі 720p (30 кадрів/с). Ця камера також має автоматичний HDR для запису відео та серійну фотозйомку. Цей пристрій є першим iPod touch з опцією на 256 ГБ — найбільшим сховищем, яке коли-небудь пропонувалася в iPod, що перевищує 160 ГБ у iPod Classic шостого покоління, випуск якого було припинено в 2014 році.

### Дизайн
Зовнішній дизайн iPod touch сьомого покоління точно такий же, як і у його попередника. Однак шрифт для тексту на задній панелі iPod touch був змінений на San Francisco.
| Колір задньої панелі | Колір передньої панелі | Кільце камери | Антена | Обсяг сховища       |
| -------------------- | ---------------------- | ------------- | ------ | ------------------- |
| Космічний сірий      | Чорний                 | Чорне         | Чорна  | 32 ГБ 128 ГБ 256 ГБ |
| Золотистий           | Чорний                 | Золотисте     | Чорна  | 32 ГБ 128 ГБ 256 ГБ |
| Сріблястий           | Чорний                 | Сріблясте     | Чорна  | 32 ГБ 128 ГБ 256 ГБ |
| Блакитний            | Чорний                 | Сріблясте     | Чорна  | 32 ГБ 128 ГБ 256 ГБ |
| Рожевий              | Чорний                 | Сріблясте     | Чорна  | 32 ГБ 128 ГБ 256 ГБ |
| (Product) RED        | Чорний                 | Сріблясте     | Чорна  | 32 ГБ 128 ГБ 256 ГБ |

### Аксесуари
iPod touch сьомого покоління постачається з навушниками EarPods і зарядним кабелем Apple Lightning-USB. Пристрій також підтримує Apple AirPods, EarPods з конектором Lightning і всі Bluetooth-гарнітури.